# Ornontowice (przystanek kolejowy)
Ornontowice – dawny kolejowy przystanek osobowy w Ornontowicach, w województwie śląskim, w Polsce.